# NGC 6246
NGC 6246 је спирална галаксија у сазвежђу Змај која се налази на NGC листи објеката дубоког неба.
Деклинација објекта је + 55° 32' 34" а ректасцензија 16h 49m 53,0s. Привидна величина (магнитуда) објекта NGC 6246 износи 13,5 а фотографска магнитуда 14,3. NGC 6246 је још познат и под ознакама UGC 10580, MCG 9-27-98, CGCG 277-5, CGCG 276-48, IRAS 16488+5537, PGC 59077.